# Libertad (Münze)
| Libertad    | Libertad                                |
| ----------- | --------------------------------------- |
| Metall:     | 99,9 % Au 99,9 % Ag                     |
| Rand:       | geriffelt                               |
| Prägejahre: | 1981 bis heute (Au) 1982 bis heute (Ag) |
| Vorderseite |                                         |
|             |                                         |
| Motiv:      | Siegesgöttin                            |
| Rückseite   |                                         |
|             |                                         |
| Motiv:      | mexikanisches Staatswappen              |

Der Libertad („Freiheit“) ist eine seit 1981 von der mexikanischen Prägeanstalt Casa de Moneda de Mexico hergestellte Anlagemünze aus Gold und Silber. Sie hat im Gegensatz zu den meisten anderen Anlagemünzen keinen festen Nennwert, dieser wird auf Basis des aktuellen Edelmetallpreises täglich neu festgelegt.

## Beschreibung

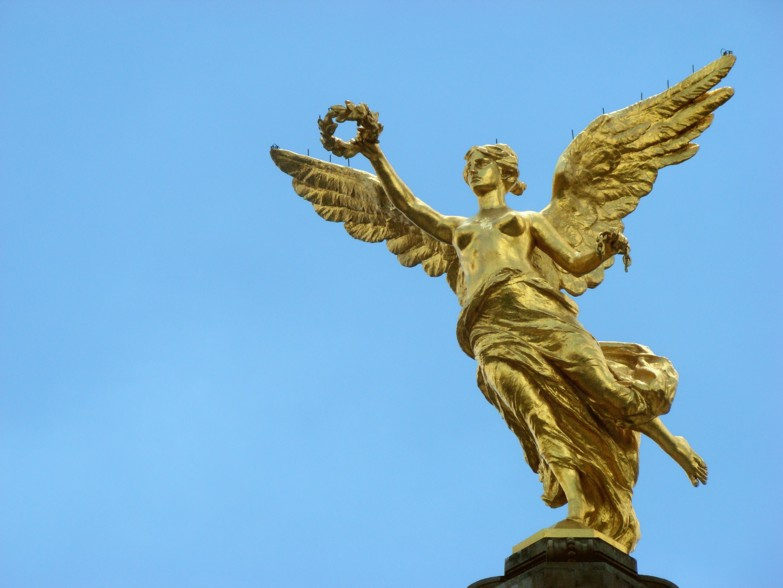
El Ángel de la Independencia in Mexiko-Stadt

Auf der Vorderseite des Libertads ist Siegesgöttin Victoria als Symbol für die Unabhängigkeit Mexikos dargestellt. Das Motiv entstand in Anlehnung an das Denkmal El Ángel de la Independencia in Mexiko-Stadt. Im Hintergrund ist die mexikanische Steppenlandschaft mit den beiden Vulkanen Popocatépetl und Iztaccíhuatl abgebildet. Zusätzlich sind die Größe der Münze, der Feingehalt und das Prägejahr auf dieser Seite der Münze genannt. 1996 wurde das Motiv überarbeitet. Dabei wurde die Perspektive geändert.
Die Rückseite der Münze zeigt das Nationalwappen Mexikos sowie die Länderkennung „Estados Unidos Mexicanos“ („Vereinigte Staaten von Mexiko“). Seit 2000 haben die Münzen ab einer  Unze eine neue Rückseite. Diese zeigt das Nationalwappen Mexikos umgeben von zehn historischen Formen des Wappens. 
Der Rand der Münzen war zunächst glatt und trug die Inschrift „Independencia y Libertad“ („Unabhängigkeit und Freiheit“). Seit 1990 ist der Rand geriffelt. 

## Ausführungen
Die Anlagemünze gibt es in Gold und in Silber. Die Goldversion hatte zunächst einen Feingehalt von 90 %, legiert mit Silber. 1991 wurde der Feingehalt auf 99,9 % erhöht. Die Feinheit des Libertads in Silber beträgt durchgehend 99,9 %. Die weiteren Parameter sind in den nachfolgenden Tabellen aufgeführt. 
| Gewicht  | Größe       | Durchmesser | Dicke     | Durchmesser | Dicke   | Prägejahre |
| Gewicht  | Größe       | 1982–1995   | 1982–1995 | ab 1996     | ab 1996 | Prägejahre |
| -------- | ----------- | ----------- | --------- | ----------- | ------- | ---------- |
| 1,6 g    | 1⁄20 Unze   | 16 mm       | ?         | 16 mm       | ?       | ab 1992    |
| 3,1 g    | 1⁄10 Unze   | 20 mm       | ?         | 20 mm       | ?       | ab 1992    |
| 7,8 g    | ¼ Unze      | 25 mm       | ?         | 27 mm       | ?       | ab 1992    |
| 15,6 g   | ½ Unze      | 30 mm       | ?         | 33 mm       | ?       | ab 1992    |
| 31,1 g   | 1 Unze      | 36 mm       | 3,5 mm    | 40 mm       | 2,7 mm  | ab 1982    |
| 62,2 g   | 2 Unzen     |             |           | 48 mm       | ?       | ab 1996    |
| 155,5 g  | 5 Unzen     |             |           | 65 mm       | ?       | ab 1996    |
| 1000,0 g | 1 Kilogramm |             |           | 110 mm      | ?       | ab 2002    |

## Auflagenzahl

### Silber (Stempelglanz)
| Prägejahr | 1⁄20 Unze | 1⁄10 Unze | ¼ Unze  | ½ Unze      | 1 Unze    | 2 Unzen | 5 Unzen | 1 Kg  |
| --------- | --------- | --------- | ------- | ----------- | --------- | ------- | ------- | ----- |
| 1982      | –         | –         | –       | –           | 1.050.000 | –       | –       | -     |
| 1983      | –         | –         | –       | –           | 1.002.200 | –       | –       | -     |
| 1984      | –         | –         | –       | –           | 1.014.000 | –       | –       | -     |
| 1985      | –         | –         | –       | –           | 2.017.000 | –       | –       | -     |
| 1986      | –         | –         | –       | –           | 1.699.426 | –       | –       | -     |
| 1987      | –         | –         | –       | –           | 500.000   | –       | –       | -     |
| 1988      | –         | –         | –       | –           | 1.500.500 | –       | –       | -     |
| 1989      | –         | –         | –       | –           | 1.396.500 | –       | –       | -     |
| 1990      | –         | –         | –       | –           | 1.200.000 | –       | –       | -     |
| 1991      | 50.017    | 50.017    | 50.017  | 50.618      | 1.650.518 | –       | –       | -     |
| 1992      | 295.783   | 299.933   | 104.000 | 119.000     | 2.458.000 | –       | –       | -     |
| 1993      | 100.000   | 100.000   | 90.500  | 90.500      | 1.000.000 | –       | –       | -     |
| 1994      | 90.100    | 90.100    | 90.100  | 90.100      | 400.000   | –       | –       | -     |
| 1995      | 50.000    | 50.000    | 50.000  | 50.000      | 500.000   | –       | –       | -     |
| 1996      | 50.000    | 50.000    | 50.000  | 50.000      | 300.000   | 50.000  | 20.000  | -     |
| 1997      | 20.000    | 20.000    | 20.000  | 20.000      | 100.000   | 15.000  | 10.000  | -     |
| 1998      | 6.400     | 6.400     | 6.400   | 6.400       | 67.000    | 7.000   | 3.500   | -     |
| 1999      | 8.001     | 8.000     | 7.000   | 7.000       | 95.000    | 5.000   | 2.800   | -     |
| 2000      | 57.500    | 27.500    | 21.000  | 20.000      | 340.000   | 7.500   | 4.000   | -     |
| 2001      | 25.000    | 25.000    | 25.000  | 20.000      | 725.000   | 6.700   | 4.000   | -     |
| 2002      | 45.000    | 35.000    | 35.000  | 35.000      | 850.000   | 8.700   | 5.200   | -     |
| 2003      | 50.000    | 20.000    | 22.000  | 28.000      | 805.000   | 9.500   | 6.000   | -     |
| 2004      | 30.000    | 15.000    | 15.000  | 20.000      | 450.000   | 8.000   | 3.923   | -     |
| 2005      | 15.000    | 9.277     | 15.000  | 10.000      | 698.281   | 3.549   | 2.401   | -     |
| 2006      | 20.000    | 15.000    | 15.000  | 15.000      | 300.000   | 5.800   | 3.000   | -     |
| 2007      | 3.500     | 3.500     | 3.500   | 3.500       | 200.000   | 8.000   | 3.000   | -     |
| 2008      | 7.000     | 10.000    | 9.000   | 9.000       | 950.000   | 17.000  | 9.000   | 2.003 |
| 2009      | 10.000    | 10.000    | 10.000  | 10.000      | 1.650.000 | 46.000  | 21.000  | 4.000 |
| 2010      | 12.000    | 12.000    | 15.500  | 20.000      | 1.000.000 | 14.000  | 9.500   | 4.000 |
| 2011      | 15.000    | 15.000    | 15.000  | 30.000      | 1.200.000 | 14.000  | 10.000  | 6.000 |
| 2012      | 0         | 3.300     | 16.700  | 17.000      | 746.400   | 18.600  | 9.500   | 2.300 |
| 2013      | 13.500    | 18.900    | 9.600   | 24.500      | 774.100   | 17.400  | 10.400  | -     |
| 2014      | 5.700     | 6.350     | 6.950   | 23.000      | 429.200   | 9.000   | 6.400   | -     |
| 2015      | 18.400    | 19.900    | 7.900   | 16.000      | 901.500   | 20.100  | 9.500   | 2.000 |
| 2016      | 22.900    | 24.400    | 17.700  | 30.900      | 1.437.500 | 17.600  | 11.400  | 2.000 |
| 2017      | 8.550     | 8.850     | 8.100   | 9.050       | 636.000   | 8.900   | 5.050   | 200   |
| 2018      | 17.900    | 20.300    | 18.000  | 15.500      | 300.000   | 20.400  | 16.600  | 500   |
|           |           |           |         | Ant. Finish | 40.000    | 2.000   | 2.000   | -     |
| 2019      | 7.350     | 7.200     | 5.450   | 8.500       | 402.000   | 18.300  | 18.000  | 200   |
|           |           |           |         | Ant. Finish | 1.000     | 1.000   | 1.000   | -     |
| 2020      | 5.450     | 6.100     | 4.450   | 7.600       | 300.000   | 5.500   | 8.900   | 500   |
| 2021      | 3.600     | 3.900     | 3.250   | 4.500       | 450.000   | 6.500   | 6.050   | 500   |
| 2022      | 4.500     | 4.850     | 4.150   | 5.550       | 350.000   | 6.250   | 7.000   | 200   |
| 2023      | 38.800    | 47.800    | 30.000  | 25.500      | 613.000   | 30.000  | 25.000  | 500   |
| 2024      | 24.700    | 25.500    | 25.000  | 25.000      | 718.000   | 27.000  | 28.200  | 600   |

### Silber (Polierte Platte)                                                                                   1 Kg Spiegelglanz
| Prägejahr | 1⁄20 Unze | 1⁄10 Unze | ¼ Unze | ½ Unze     | 1 Unze | 2 Unzen | 5 Unzen | 1 kg    |
| --------- | --------- | --------- | ------ | ---------- | ------ | ------- | ------- | ------- |
| 1983      | –         | –         | –      | –          | 998    | –       | –       | –       |
| 1984      | –         | –         | –      | –          | –      | –       | –       | –       |
| 1985      | –         | –         | –      | –          | –      | –       | –       | –       |
| 1986      | –         | –         | –      | –          | 30.006 | –       | –       | –       |
| 1987      | –         | –         | –      | –          | 12.000 | –       | –       | –       |
| 1988      | –         | –         | –      | –          | 10.000 | –       | –       | –       |
| 1989      | –         | –         | –      | –          | 10.000 | –       | –       | –       |
| 1990      | –         | –         | –      | –          | 10.000 | –       | –       | –       |
| 1991      | –         | –         | –      | –          | 10.000 | –       | –       | –       |
| 1992      | 5.000     | 5.000     | 5.000  | 5.000      | 10.000 | –       | –       | –       |
| 1993      | 5.002     | 5.002     | 5.002  | 5.002      | 5.002  | –       | –       | –       |
| 1994      | 5.002     | 5.002     | 5.002  | 5.002      | 5.002  | –       | –       | –       |
| 1995      | 2.000     | 2.000     | 2.000  | 2.000      | 2.000  | –       | –       | –       |
| 1996      | 1.000     | 1.000     | 1.000  | 1.000      | 2.000  | 1.200   | 1.200   | –       |
| 1997      | 800       | 800       | 800    | 800        | 1.500  | 1.300   | 1.300   | –       |
| 1998      | 300       | 300       | 300    | 2.500      | 500    | 400     | 400     | –       |
| 1999      | 600       | 600       | 600    | 600        | 600    | 280     | 100     | –       |
| 2000      | 900       | 1.000     | 700    | 700        | 1.600  | 500     | 500     | –       |
| 2001      | 1.500     | 1.500     | 1.000  | 1.000      | 2.000  | 500     | 600     | –       |
| 2002      | 2.800     | 2.800     | 2.800  | 2.800      | 3.800  | 1.000   | 1.000   | 1.820   |
| 2003      | 4.400     | 4.900     | 3.900  | 3.400      | 5.400  | 800     | 1.500   | 1.514   |
| 2004      | 2.700     | 2.500     | 2.500  | 2.500      | 3.000  | 1.000   | 800     | 1.501   |
| 2005      | 2.600     | 3.000     | 2.400  | 2.800      | 3.300  | 600     | 1.000   | 500     |
| 2006      | 3.300     | 3.000     | 2.900  | 2.900      | 4.000  | 1.100   | 700     | 874     |
| 2007      | 4.000     | 4.000     | 3.000  | 1.500      | 5.800  | 500     | 500     | 700     |
| 2008      | 3.300     | 5.000     | 2.900  | 2.500      | 11.000 | 1.000   | 900     | 1.700   |
| 2009      | 5.000     | 5.000     | 3.000  | 3.000      | 10.000 | 6.200   | 5.000   | 1.700   |
| 2010      | 10.000    | 10.000    | 5.000  | 5.000      | 10.000 | 1.300   | 2.000   | 1.500   |
| 2011      | 10.000    | 10.000    | 5.000  | 5.000      | 10.000 | 1.000   | 2.000   | 1.000   |
| 2012      | -         | -         | -      | -          | 4.200  | -       | -       | 500     |
| 2013      | 4.200     | 4.100     | 3.200  | 3.000      | 9.100  | 1.300   | 1.600   | 400     |
| 2014      | 1.850     | 1.950     | 1.700  | 1.750      | 4.700  | 750     | 800     | 500     |
| 2015      | 5.500     | 5.300     | 2.400  | 2.500      | 6.400  | 1.300   | 1.600   | 800     |
|           |           |           |        | Rev. Proof | 1.500  | -       | -       | -       |
| 2016      | 12.550    | 12.650    | 9.550  | 13.150     | 13.250 | 3.950   | 2.750   | 800     |
|           |           |           |        | Rev. Proof | 1.700  | -       | -       | -       |
| 2017      | 9.050     | 7.850     | 4.850  | 12.750     | 8.650  | 3.050   | 2.350   | 500     |
|           |           |           |        | Rev. Proof | 1.050  | 2.000   | 2.000   | HR 1000 |
| 2018      | 7.900     | 6.500     | 5.000  | 7.000      | 10.000 | 5.000   | 5.000   | 1.000   |
|           |           |           |        | Rev. Proof | 1.500  | 2.100   | 2.100   | -       |
| 2019      | 3.000     | 3.600     | 2.850  | 2.000      | 5.500  | 2.750   | 2.500   | 500     |
|           |           |           |        | Rev. Proof | 1.000  | 1.000   | 1.000   | -       |
| 2020      | 2.800     | 3.450     | 2.700  | 2.000      | 5.850  | 2.800   | 2.950   | 250     |
|           |           |           |        | Rev. Proof | 1.000  | 1.000   | 1.000   | -       |
| 2021      | 4.500     | 4.600     | 3.000  | 3.400      | 6.900  | 2.500   | 2.500   | 250     |
|           |           |           |        | Rev. Proof | 1.000  | 1.000   | 1.000   | -       |
| 2022      | 2.750     | 2.650     | 1.400  | 1.250      | 3.400  | 1.700   | 1.700   | 200     |
|           |           |           |        | Rev. Proof | 1.000  | 1.000   | 1.000   | -       |
| 2023      | 8.000     | 8.000     | 10.000 | 5.000      | 16.850 | 3.800   | 3.500   | 500     |
|           |           |           |        | Rev. Proof | 1.500  | 1.500   | 1.500   | -       |
| 2024      | 12.000    | 9.500     | 9.500  | 9.600      | 18.500 | 6.100   | 5.300   | 500     |
|           |           |           |        | Rev. Proof | 3.000  | 4.000   | 4.000   | -       |

### Gold (Stempelglanz)
| Prägejahr | 1⁄20 Unze | 1⁄10 Unze | ¼ Unze  | ½ Unze  | 1 Unze  |
| --------- | --------- | --------- | ------- | ------- | ------- |
| 1981      | –         | –         | 313.000 | 193.000 | 596.000 |
| 1982      | –         | –         | –       | –       | –       |
| 1983      | –         | –         | –       | –       | –       |
| 1984      | –         | –         | –       | –       | –       |
| 1985      | –         | –         | –       | –       | –       |
| 1986      | –         | –         | –       | –       | –       |
| 1987      | –         | –         | –       | –       | –       |
| 1988      | –         | –         | –       | –       | –       |
| 1989      | –         | –         | –       | –       | –       |
| 1990      | –         | –         | –       | –       | –       |
| 1991      | 10.000    | 10.000    | 10.000  | 10.000  | 109.193 |
| 1992      | 63.858    | 50.592    | 27.321  | 24.343  | 46.281  |
| 1993      | 10.000    | 10.000    | 2.500   | 2.500   | 73.881  |
| 1994      | 10.000    | 10.000    | 2.500   | 2.500   | 1.000   |
| 1995      | –         | –         | –       | –       | –       |
| 1996      | –         | –         | –       | –       | –       |
| 1997      | –         | –         | –       | –       | –       |
| 1998      | –         | –         | –       | –       | –       |
| 1999      | –         | –         | –       | –       | –       |
| 2000      | 5.300     | 3.500     | 2.500   | 1.500   | 2.730   |
| 2001      | –         | –         | –       | –       | –       |
| 2002      | 5.000     | 5.000     | 5.000   | 5.000   | 15.000  |
| 2003      | 800       | 300       | 300     | 300     | 500     |
| 2004      | 4.000     | 2.000     | 1.500   | 500     | 3.000   |
| 2005      | 3.200     | 500       | 500     | 500     | 3.000   |
| 2006      | 3.000     | 4.000     | 1.500   | 500     | 4.000   |
| 2007      | 1.200     | 1.200     | 500     | 500     | 2.500   |
| 2008      | 800       | 2.500     | 800     | 300     | 800     |
| 2009      | 2.000     | 9.000     | 3.000   | 3.000   | 6.200   |
| 2010      | 1.500     | 4.500     | 1.500   | 1.500   | 4.000   |
| 2011      | 2.500     | 6.500     | 1.500   | 1.500   | 3.000   |
| 2012      | –         | –         | –       | –       | 3.000   |
| 2013      | 650       | 2.150     | 750     | 500     | 2.350   |
| 2014      | 1.050     | 2.450     | 1.000   | 1.000   | 4.050   |
| 2015      | 1.300     | 4.100     | 1.300   | 1.100   | 4.800   |
| 2016      | 2.900     | 3.800     | 1.000   | 1.200   | 4.100   |
| 2017      | 1.000     | 300       | 500     | 700     | 900     |
| 2018      | 2.500     | 1.500     | 1.250   | 1.250   | 2-050   |
| 2019      | 1.500     | 1.250     | 1.500   | 1.500   | 2.000   |
| 2020      | 700       | 700       | 700     | 700     | 1.100   |
| 2021      | 1.000     | 850       | 500     | 500     | 1.050   |
| 2022      | 1.100     | 1.400     | 1.300   | 1.000   | 1.900   |
| 2023      | 2.000     | 1.750     | 1.000   | 1.000   | 1.500   |
| 2024      | 3.500     | 3.500     | 2.200   | 2.200   | 3.000   |

### Gold (Polierte Platte)
| Prägejahr | 1⁄20 Unze | 1⁄10 Unze | ¼ Unze     | ½ Unze | 1 Unze |
| --------- | --------- | --------- | ---------- | ------ | ------ |
| 1989      | –         | –         | –          | 704    | –      |
| 1990      | –         | –         | –          | –      | –      |
| 1991      | –         | –         | –          | –      | –      |
| 1992      | –         | –         | –          | –      | –      |
| 1993      | –         | –         | –          | –      | –      |
| 1994      | –         | –         | –          | –      | –      |
| 1995      | –         | –         | –          | –      | –      |
| 1996      | –         | –         | –          | –      | –      |
| 1997      | –         | –         | –          | –      | –      |
| 1998      | –         | –         | –          | –      | –      |
| 1999      | –         | –         | –          | –      | –      |
| 2000      | –         | –         | –          | –      | –      |
| 2001      | –         | –         | –          | –      | –      |
| 2002      | –         | –         | –          | –      | –      |
| 2003      | –         | –         | –          | –      | –      |
| 2004      | –         | –         | 1.000      | –      | –      |
| 2005      | 400       | 400       | 2.600      | 400    | 250    |
| 2006      | 520       | 520       | 2.120      | 520    | 520    |
| 2007      | 500       | 500       | 1.500      | 500    | 500    |
| 2008      | 500       | 500       | 800        | 500    | 500    |
| 2009      | 600       | 600       | 1.700      | 600    | 600    |
| 2010      | 600       | 600       | 1.000      | 600    | 600    |
| 2011      | 1.100     | 1.100     | 2.000      | 1.100  | 1.100  |
| 2012      | –         | –         | –          | –      | –      |
| 2013      | 300       | 300       | 600        | 300    | 400    |
| 2014      | 250       | 350       | 250        | 250    | 250    |
| 2015      | 500       | 500       | 500        | 500    | 500    |
| 2016      | 2.100     | 2.100     | 2.100      | 2.100  | 2.100  |
| 2017      | 600       | 1.500     | 1.500      | 700    | 600    |
| 2018      | 1.000     | 1.500     | 1.000      | 1.000  | 1.000  |
|           |           |           | Rev. Proof | 1.000  | 1.000  |
| 2019      | 1.000     | 1.000     | 800        | 650    | 750    |
|           |           |           | Rev. Proof | 500    | 500    |
| 2020      | 250       | 250       | 250        | 250    | 250    |
|           |           |           | Rev. Proof | 250    | 250    |
| 2021      | 900       | 700       | 900        | 900    | 1.000  |
|           |           |           | Rev. Proof | 1.000  | 1.000  |
| 2022      | 1.200     | 1.100     | 1.400      | 1.000  | 1.300  |
|           |           |           | Rev. Proof | 500    | 500    |
| 2023      | 1.000     | 1.000     | 1.000      | 1.000  | 1.000  |
|           |           |           | Rev. Proof | 1.000  | 1.000  |
| 2024      | 2.300     | 2.400     | 2.200      | 2.380  | 1.900  |
|           |           |           | Rev. Proof | 2.500  | 2.500  |